# Cadre cognitif
Pour les articles homonymes, voir Cadre.
 (septembre 2015).
Si vous disposez d'ouvrages ou d'articles de référence ou si vous connaissez des sites web de qualité traitant du thème abordé ici, merci de compléter l'article en donnant les références utiles à sa vérifiabilité et en les liant à la section « Notes et références ».
Un cadre cognitif en psychologie sociale et en psychologie du raisonnement est un outil cognitif qui permet de faciliter le raisonnement et la prise de décision concernant un sujet précis incluant une personne. La description complète d'un cadre contient le vocabulaire utilisé et les prédicats retenus (qui vont souvent former le « bon sens »). Un cadre est une forme de biais cognitif partageant beaucoup de similarités avec l'heuristique de disponibilité. À l'inverse de cet heuristique, qui se base sur un processus périphérique de basse élaboration (voir ELM), le cadre est un concept qui s'applique aussi aux processus de haute élaboration par la voie centrale.

## En propagande
Les cadres cognitifs sont des outils très puissants en propagande. L'exercice proposé par George Lakoff à ses étudiants dans son livre le démontre : « Ne pensez pas à un éléphant ! Quoi que vous fassiez, ne pensez surtout pas à un éléphant ! »
Pour la personne interpellée, c'est souvent impossible. C'est là que le pouvoir d'un cadre réside : il bombarde les processus cognitifs de réponses aux questions posées. La plupart d'entre nous penserons immédiatement à un éléphant. Mais imaginons un instant quelles seraient nos pensées si nous réussissions à déjouer le piège initial. Nous cherchons donc immédiatement un sujet alternatif. Mais le cadre est là. À la question : « À quoi puis-je penser ? » Le cadre répond immédiatement : « À un éléphant ! »
En propagande, un cadre va déterminer quel seront les idées rejetées ou acceptées par l'audience. L'exemple de l'imposition sur la succession aux États-Unis est intéressant. Les opposants à cet impôt l'on surnommé death tax (« impôt sur la mort »). Au-delà de la réaction « épidermique » à ce nouvel impôt, il y a un élément plus subtil et peut-être plus important. L'utilisation de ce vocabulaire « aide » l'audience à former certaines pensées (élaborer sur l'argument selon l'ELM). Les arguments pour et contre seront centrés sur cette idée que l'impôt en question est lié à la mort d'un individu. Par exemple, au lieu de générer des arguments à propos de la concentration des richesses au fil du temps, l'audience pensera plutôt à la douleur de la famille à qui il ne faut pas ajouter une pression fiscale. 
Il faut se garder de juger que l'usage d'un cadre cognitif fait preuve de manipulation et de mauvaises intentions. Parler d'impôt sur la concentration des richesses, d'impôt sur la succession ou d'impôt sur la mort, c'est toujours un cadre. En fait, il n'est pas possible de se passer totalement de cadres en parlant ou en pensant. Les mots utilisés sont chargés de sens et le « bon sens » guide nécessairement une grande partie de nos actes.